# Searching for Bobby Fischer
 Searching for Bobby Fischer és una pel·lícula estatunidenca de Steven Zaillian estrenada el 1993.
Aquesta pel·lícula descriu els començaments de la carrera del Campió del món d'escacs fictici estatunidenc Joshua Waitzkin. Algunes escenes de la pel·lícula estan basades en la biografia real de l'escaquista jueu d'origen letó Israel Zilber.

## Argument
Al Nova York dels anys 1980. Fred i Bonnie Waitzkin descobreixen el talent excepcional pels escacs del seu fill Josh. El confien al professor Pandolfini per desenvolupar les capacitats del noi. Estupefacte davant les aptituds del nen, li imposa una disciplina rigorosa per fer-ne un segon Bobby Fischer, campió dels Estats Units als 14 anys.

## Repartiment
- Max Pomeranc (Josh Waitzkin)
- Joe Mantegna (Fred Waitzkin)
- Joan Allen (Bonnie Waitzkin)
- Ben Kingsley (Bruce Pandolfini)
- Laurence Fishburne (Vinnie)
- David Paymer (Kalev)
- William H. Macy (Tunafish Parent)
- Dan Hedaya (Tournament Director)
- Anthony Heald (Fighting Parent)
- Tony Shalhoub (Chess Club Member)
- Laura Linney (School Teacher)
- Hal Scardino (Morgan)

## Nominacions
- Oscar a la millor fotografia